# 科科羅特
科科羅特（西班牙語：Cocorote），是委內瑞拉的城鎮，位於該國西部亞拉奎州，是科科羅特市的首府，面積135平方公里，海拔高度424米，2011年人口41,481，人口密度每平方公里307人。
10°19′21″N 68°46′58″W / 10.32250°N 68.78278°W